# Stenvalvbro
Stenvalvsbro är en äldre typ av stenbro. Valvet bygger på principen att lasten på bron huvudsakligen tas upp i form av tryckkrafter utefter valvet. Bron vilar på ett eller flera valv, som är sammansatta av lösa delar, oftast natursten som är kallmurad.
Romarna byggde många broar och akvedukter på det sättet. Några exempel är Pont du Gard utanför Nîmes i Frankrike och akvedukten i Segovia i Spanien. Ponte Vecchio i Florens är Europas äldsta segmentvalvbro.
I Sverige finns fortfarande omkring 600 valvbroar byggda i natursten. Gamla Årstabron i Stockholm var under många år Sveriges längsta. Norrbro i Stockholm är stadens äldsta. Den ritades av Erik Palmstedt och invigdes 1807.
De nutida bågbroarna i armerad betong eller stål är en utveckling av valvbrons princip.

## Bildgalleri

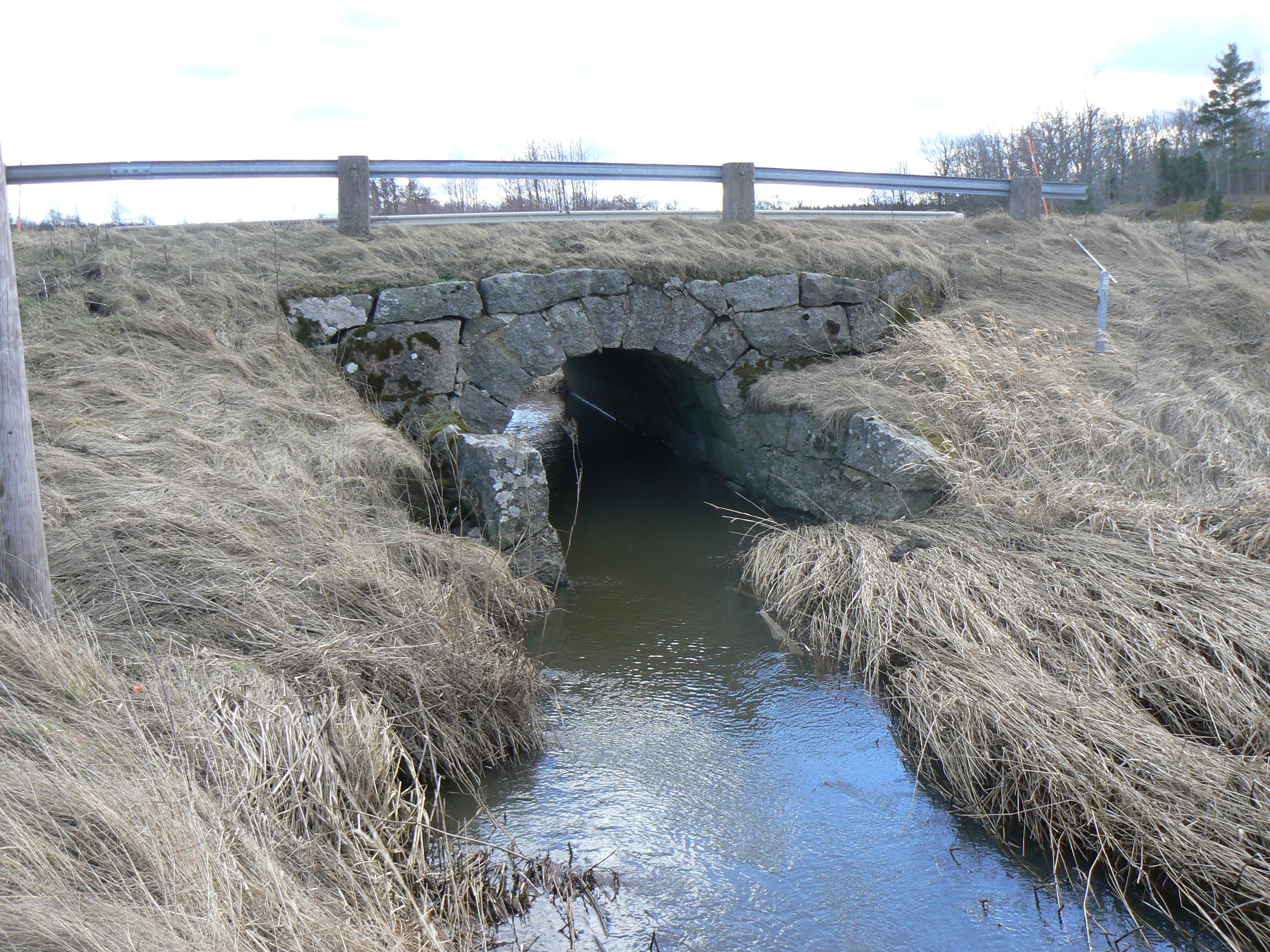
Valvbro på Östergötlands länsväg 708 vid Stora Aska
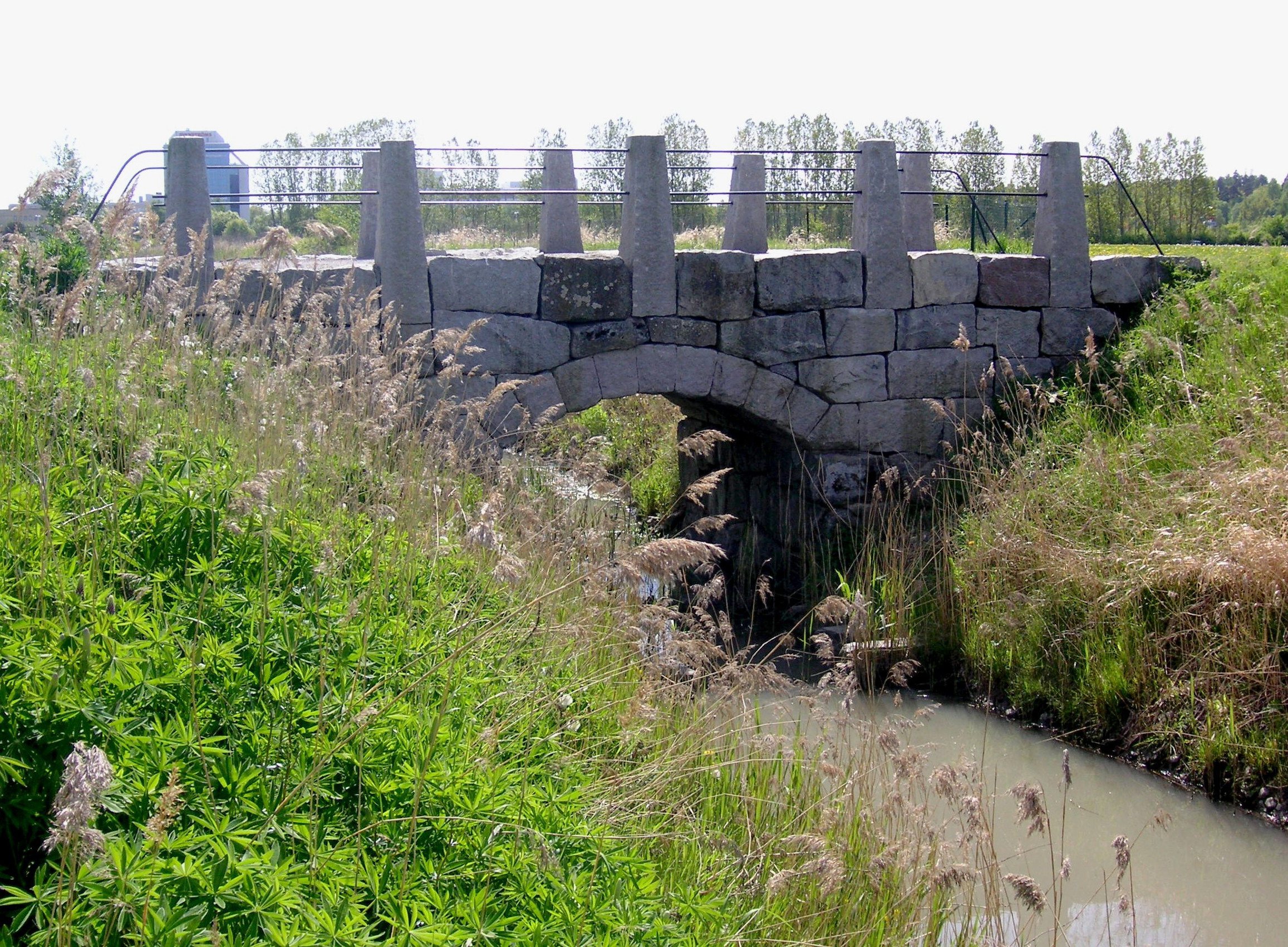
Göta landsväg över stenvalvbron på Årstafältet söder om Stockholm
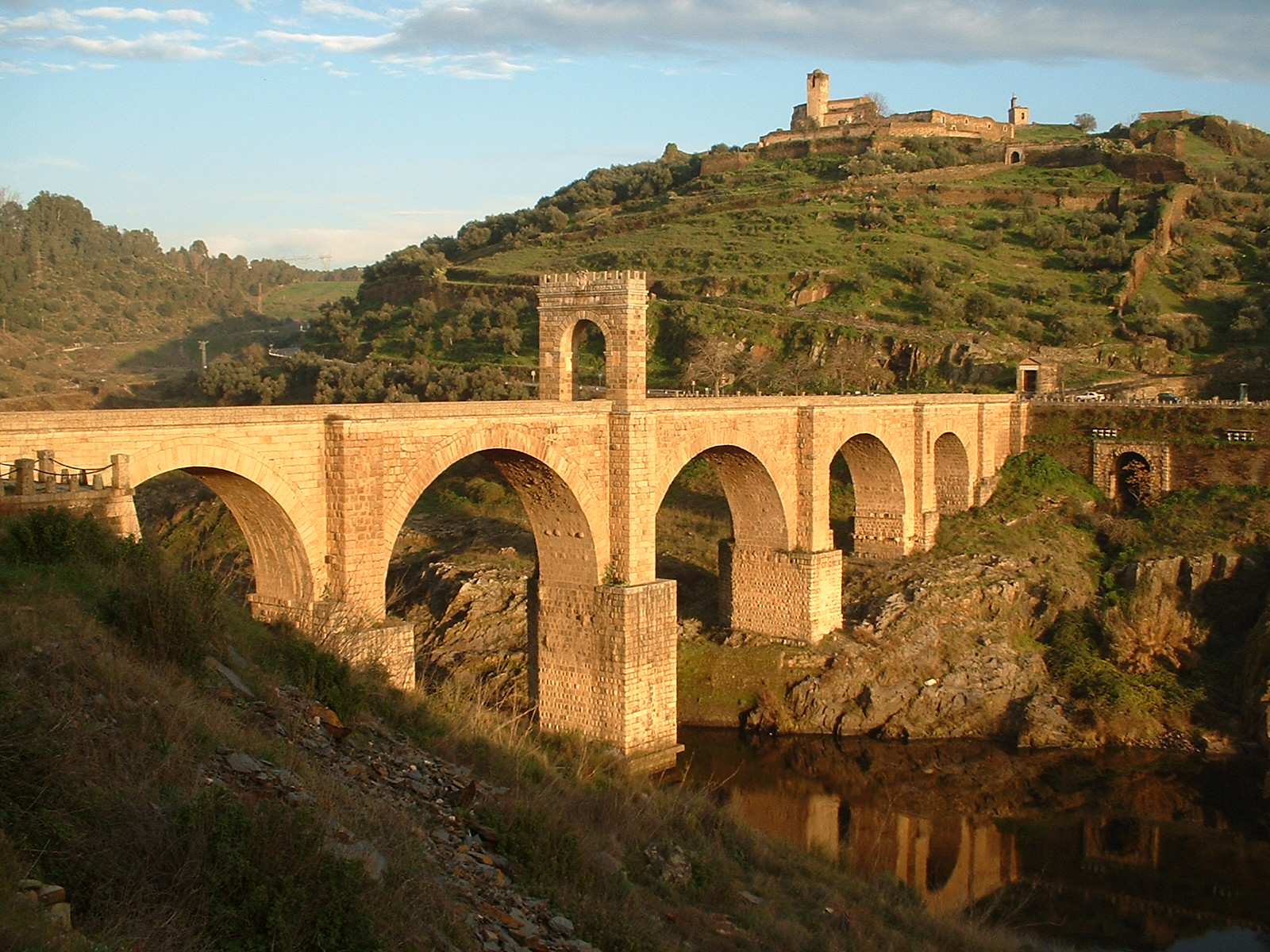
Romersk bro i Alcántara, Spanien (byggd 103–106 e.Kr.)
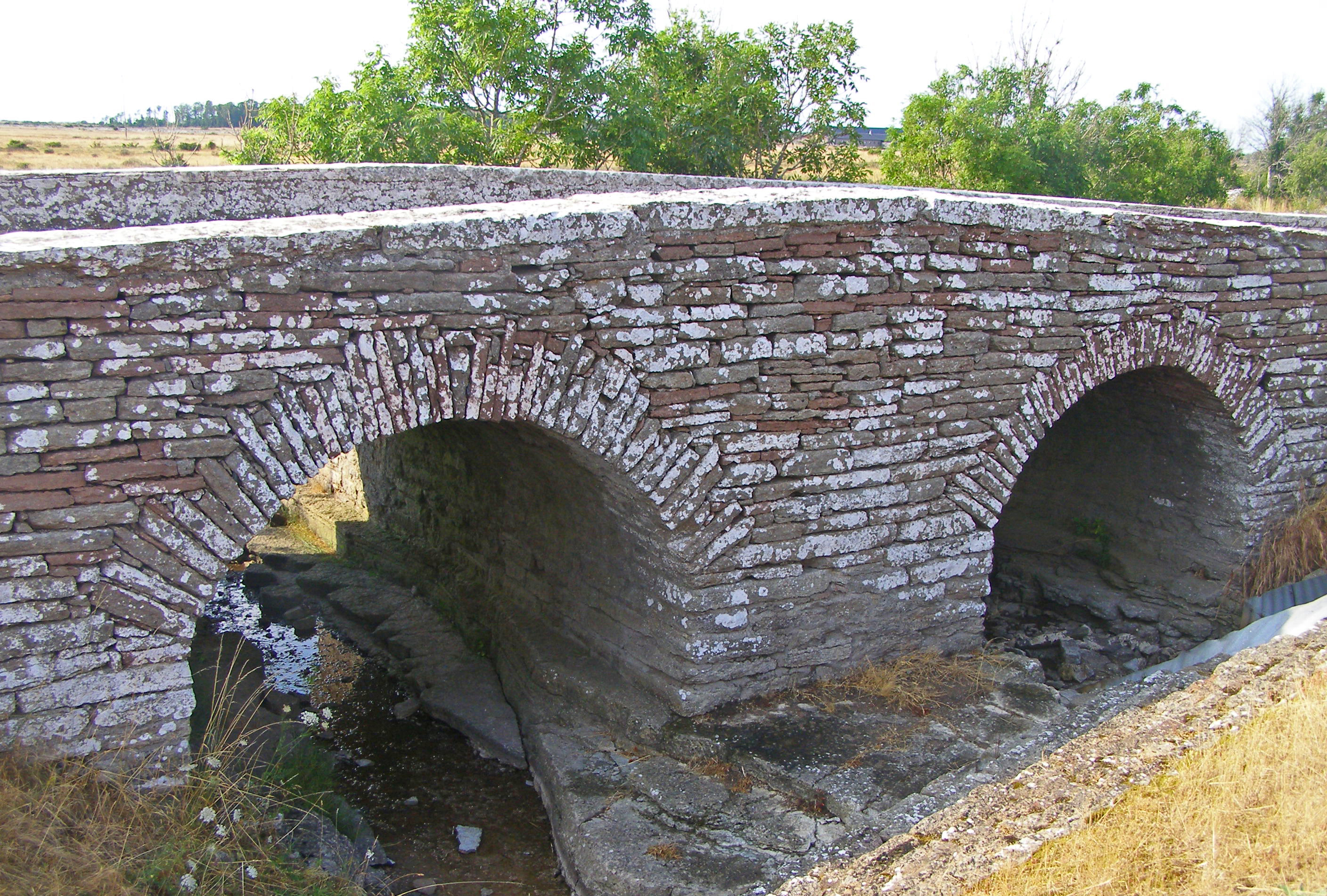
Medeltida stenvalvsbro på Öland över Karolinabäcken norr om Alby
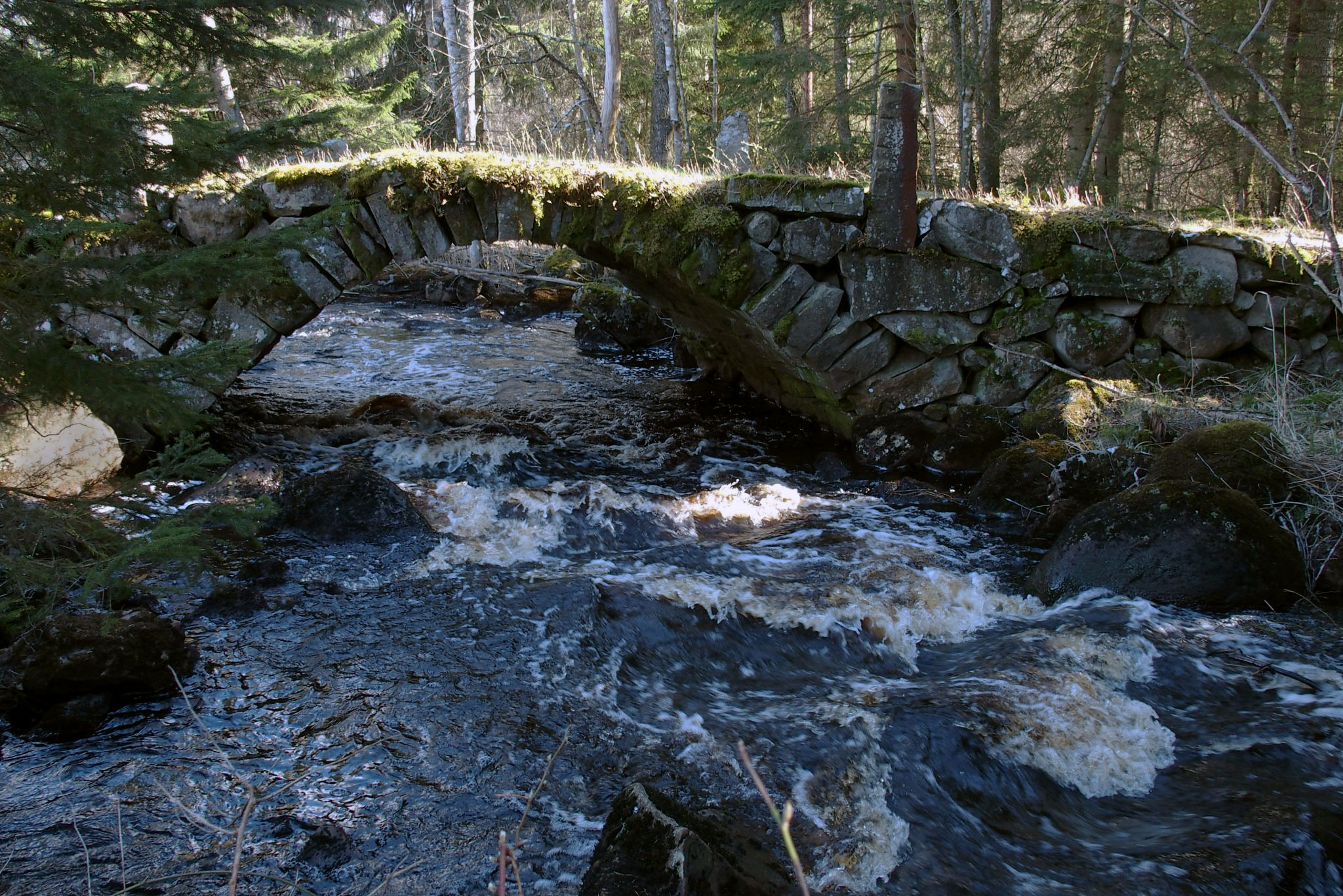
Stenvalvsbro över Rumperödsån norr om Glimåkra
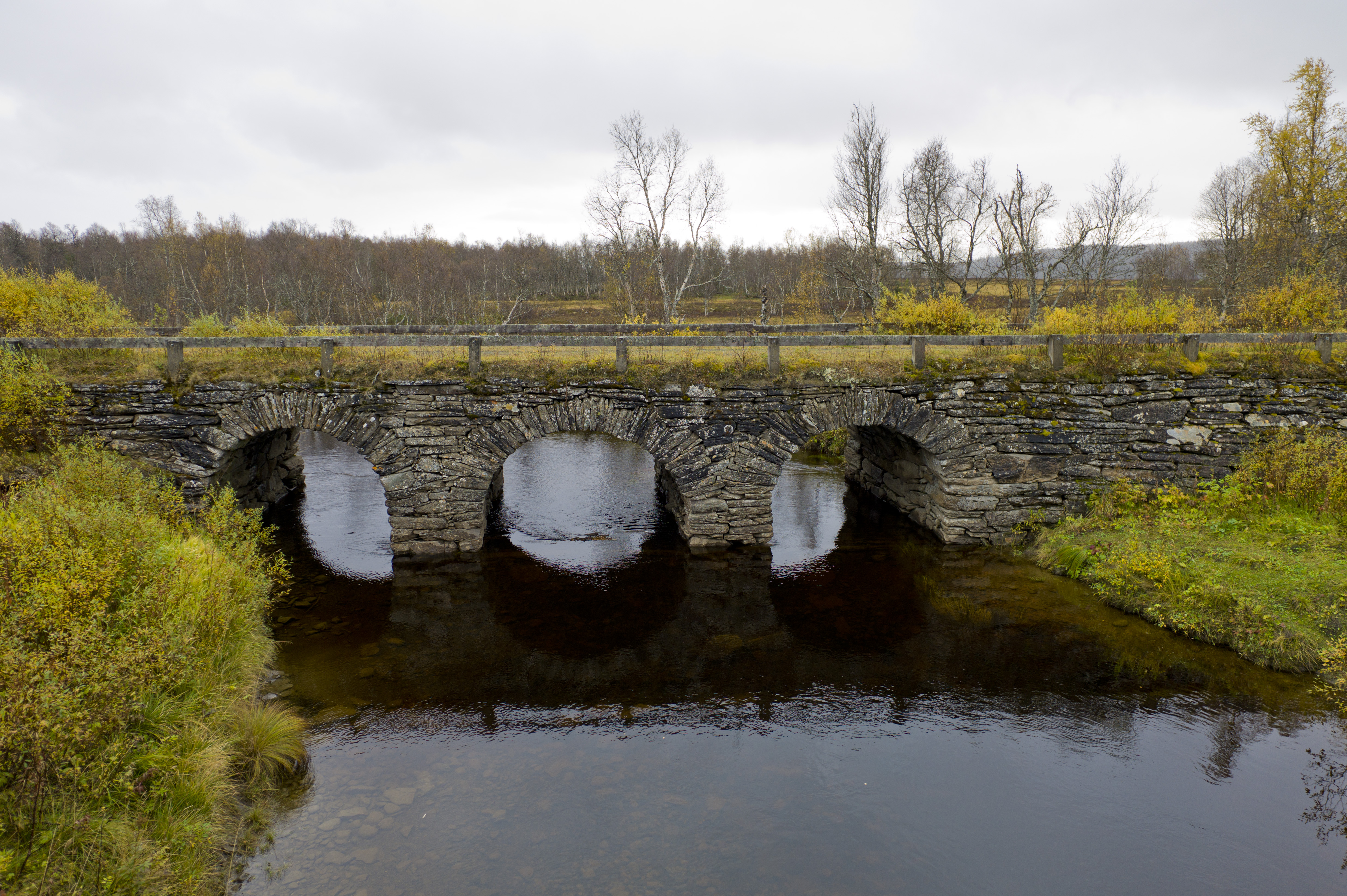
Stenvalvsbro över Asån på länsväg 322 i västjämtland